# Alexander von Stieglitz

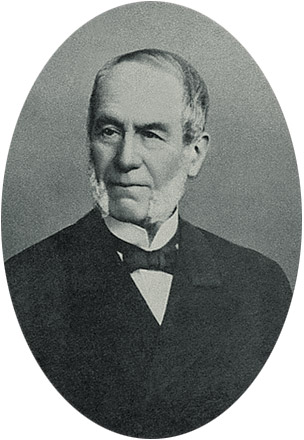
Retrato del barón Alexander von Stieglitz (1814–1884), hijo del primer director y administrador del Banco Estatal del Imperio Ruso, Ludwig von Stieglitz (1779-1843).

Alexander von Stieglitz, también conocido como Alexandre Ludwigovich de Stieglitz (en ruso, Барон Алекса́ндр Лю́двигович фон Шти́глиц), nació el 1 de septiembre jul. (13 de septiembre greg.) de 1814 en San Petersburgo, y murió el 24 de octubre jul. (5 de noviembre greg.) de 1884 también en San Petersburgo, era banquero, así como industrial, mecenas, y filántropo; además, poseía el título de barón del Imperio ruso.

## Biografía

### Banquero

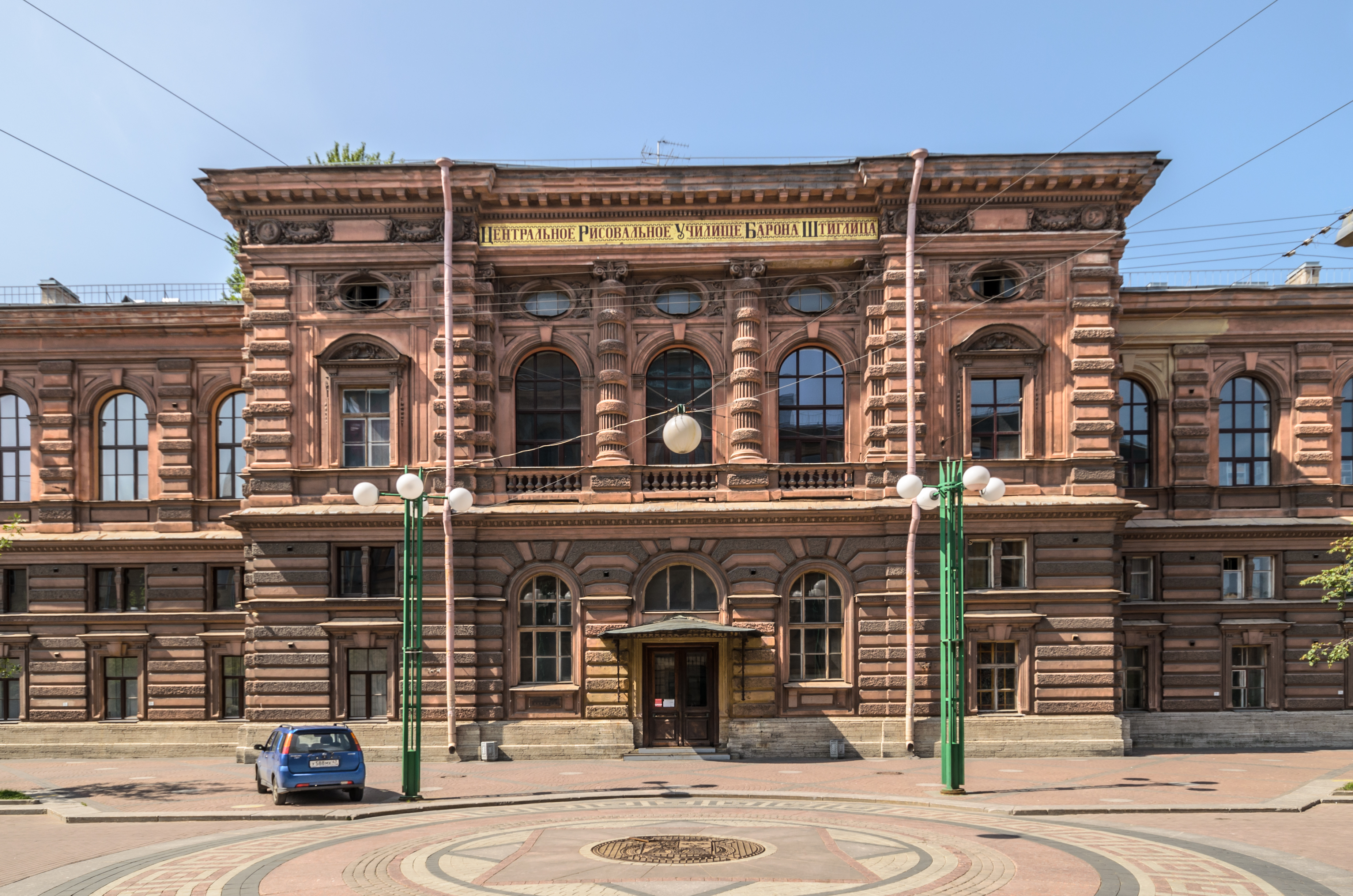
Academia Estatal de Arte e Industria Alexander von Stieglitz, en San Petersburgo.

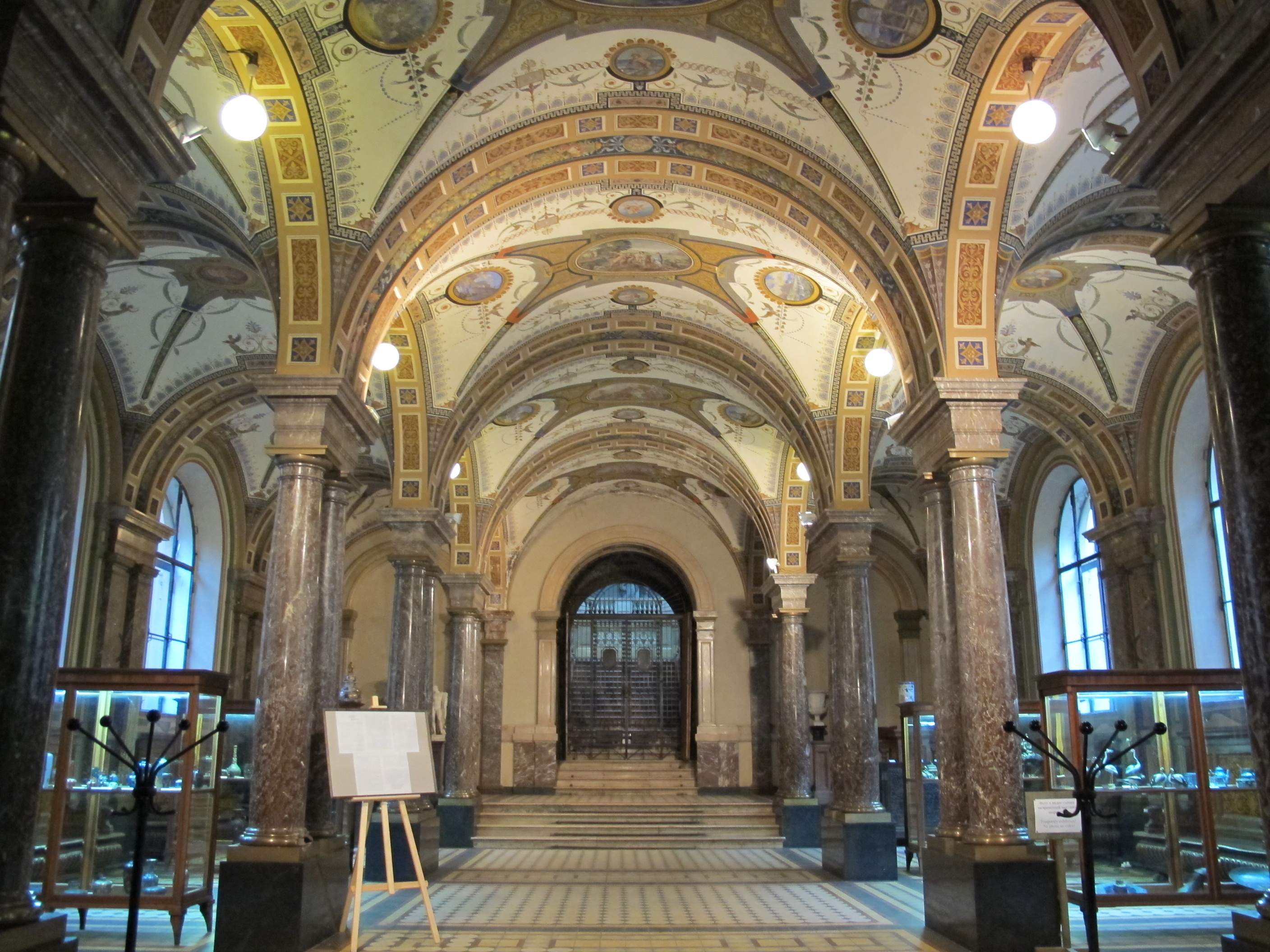
Museo de artes decorativas y aplicadas Stieglitz, atrio.

Alexander von Stieglitz fue el segundo hijo del barón Ludwig Stieglitz, fundador y propietario de la casa bancaria Stieglitz. Hizo sus estudios en la Universidad Imperial en Dorpat (hoy día Universidad de Tartu), entrando luego en la función pública imperial rusa como miembro del 'Consejo de la industria del Ministerio de finanzas'.
Al fallecimiento de su padre en 1843, Stieglitz heredó la casa bancaria, y al igual que su propio padre, pasó a ser el banquero del Zar. Entre 1840 y 1850, Alexander colocó con gran éxito seis empréstitos de gobierno al interés del 4% anual, para financiar la construcción de la línea ferroviaria San Petersburgo — Moscú. 
Adicionalmente y en lo más álgido de la Guerra de Crimea, organizó y administró otro empréstito importante, esta vez en el extranjero. Por otra parte, Stieglitz poseía fábricas y empresas en Narva así como en el propio San Petersburgo.
En 1846, Stieglitz fue elegido presidente del Comité de vigilancia de la Bolsa de valores, y a través del desarrollo de esta función, Stieglitz se involucró e implicó en todas las operaciones financieras decididas por el Consejo imperial de ministros.
En 1857 y junto a otros, fundó la empresa estatal de Ferrocarriles Rusos RZhD.
En 1860, Stieglitz liquida todas sus empresas comerciales, y también renuncia a la presidencia del Comité de Supervisión de la Bolsa de valores. Con posterioridad fue nombrado por el zar Alejandro II, presidente del Banco del Estado del recién creado Imperio ruso; pero en 1866, renunció también a este cargo, abandonando así la función pública.

### Mecenas
En 1876, Stieglitz fondó la 'Academia central de diseño técnico' de San Petersburgo, que hoy día es la Saint Petersburg Art and Industry Academy. Y en 1878, creó un museo para estudiantes de su Escuela central de diseño técnico, que hoy día es el Saint Petersburg Stieglitz State Academy of Art and Design.
Al fallecer, Stieglitz fue enterrado en Ivángorod, en la Iglesia de la Trinidad, la que el propio mecenas había construido para los obreros de sus fábricas. Su único hijo murió siendo niño, así que su inmensa fortuna pasó a su hija adoptiva Nadezhda Yuneva (del ruso: Надежда Михайловна Ю́нева), en su momento abandonada siendo bebé, en una cesta en el propio jardín de la dacha (casa de campo) de Stieglitz, y que luego se supo era una hija ilegítima del príncipe Miguel Pávlovich de Rusia.

### Distinciones recibidas
- Orden de San Estanislao
- Orden de San Vladimiro
- Orden de Santa Ana